# 村上肇
村上 肇（むらかみ はじめ、1898年（明治31年）1月15日 - 1978年（昭和53年）8月21日）は、元多芸村長、化学者である。岐阜県養老郡養老町橋爪出身。

## 人物概要
- 東京農業大学卒業後、富田高等女学校の教壇に立ち、30歳の若さで多芸村長を務めた。
- 消防団長、在郷軍人分会長、村会議員等郷里の指導者として活躍し、日中戦争の際は昭和12年から昭和16年まで中国大陸を転戦し偉勲を立てる。
- 帰郷後、再び応召して終戦まで内地に勤務した。
- 戦後は将校(尉官としての指揮刀などを子孫が所有)だった為に、一時公職を追放されたが、昭和36年、37年度の日吉小学校PTA会長に推された。
- 文化的教養が高く、特に松月堂古流の総会頭として其界の発展に尽力した。
- 晩年は民生委員、児童委員のほか、文化財保護協会理事、同・副会長、養老町文化財保護審議会委員、町史編纂委員として活躍した。
- 人品よく、御大家の風格をそなえ、人に親切で世話をよくし、信望が厚かった。
- 縁戚関係としては、子女が養老公園内の豆馬亭(元々の縁戚関係)や戸田新田藩当主家戸田氏昌(大垣戸田藩の支藩、子爵家)に嫁ぐ。